# 600 Franchimontezen

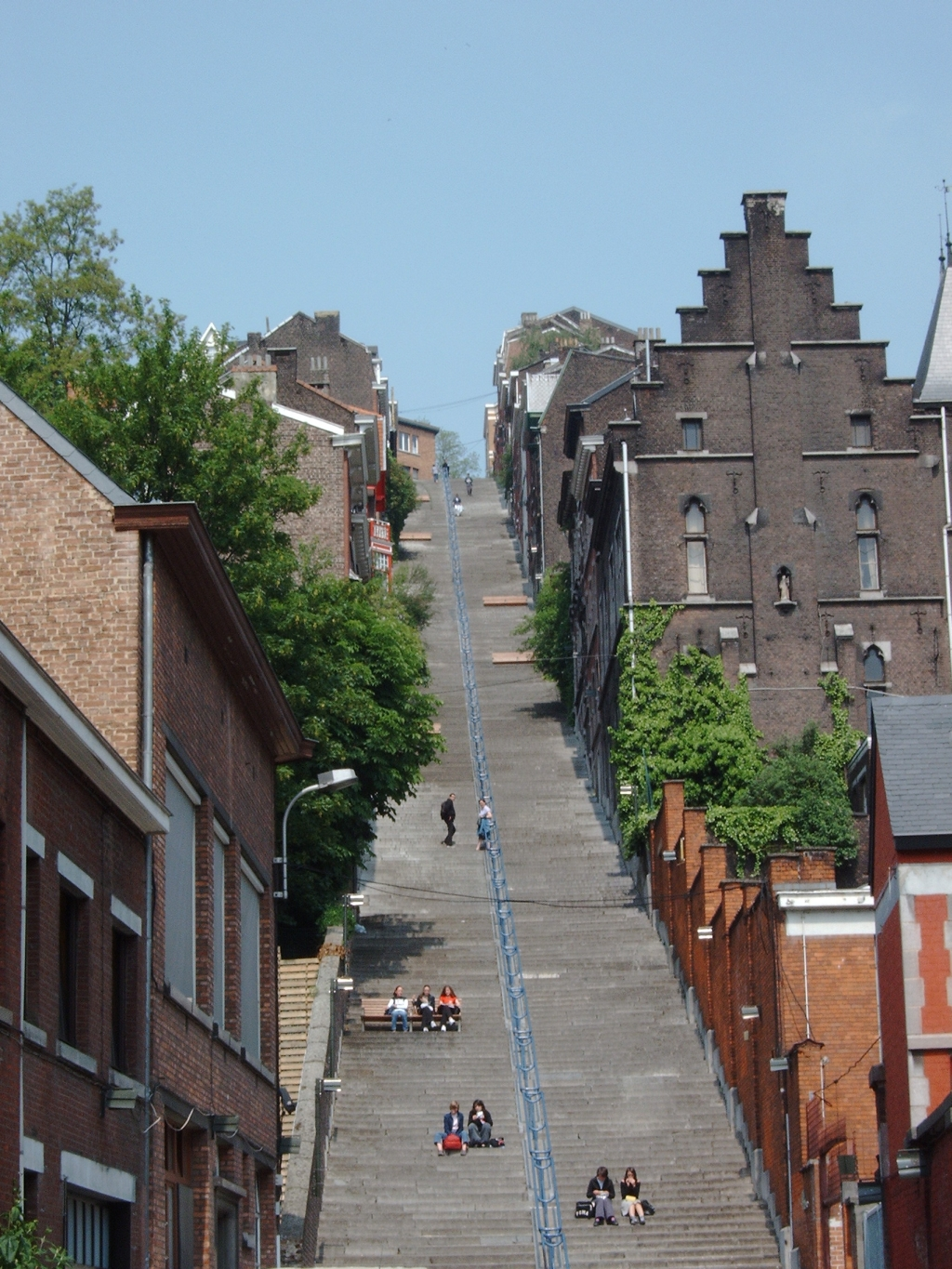
De 19e-eeuwse Buerentrap, vernoemd naar de leider van de opstandelingen. De Franchimontezen zouden langs hier naar het vijandige kamp zijn geslopen, maar tegenwoordig weerhouden historici een ander traject.

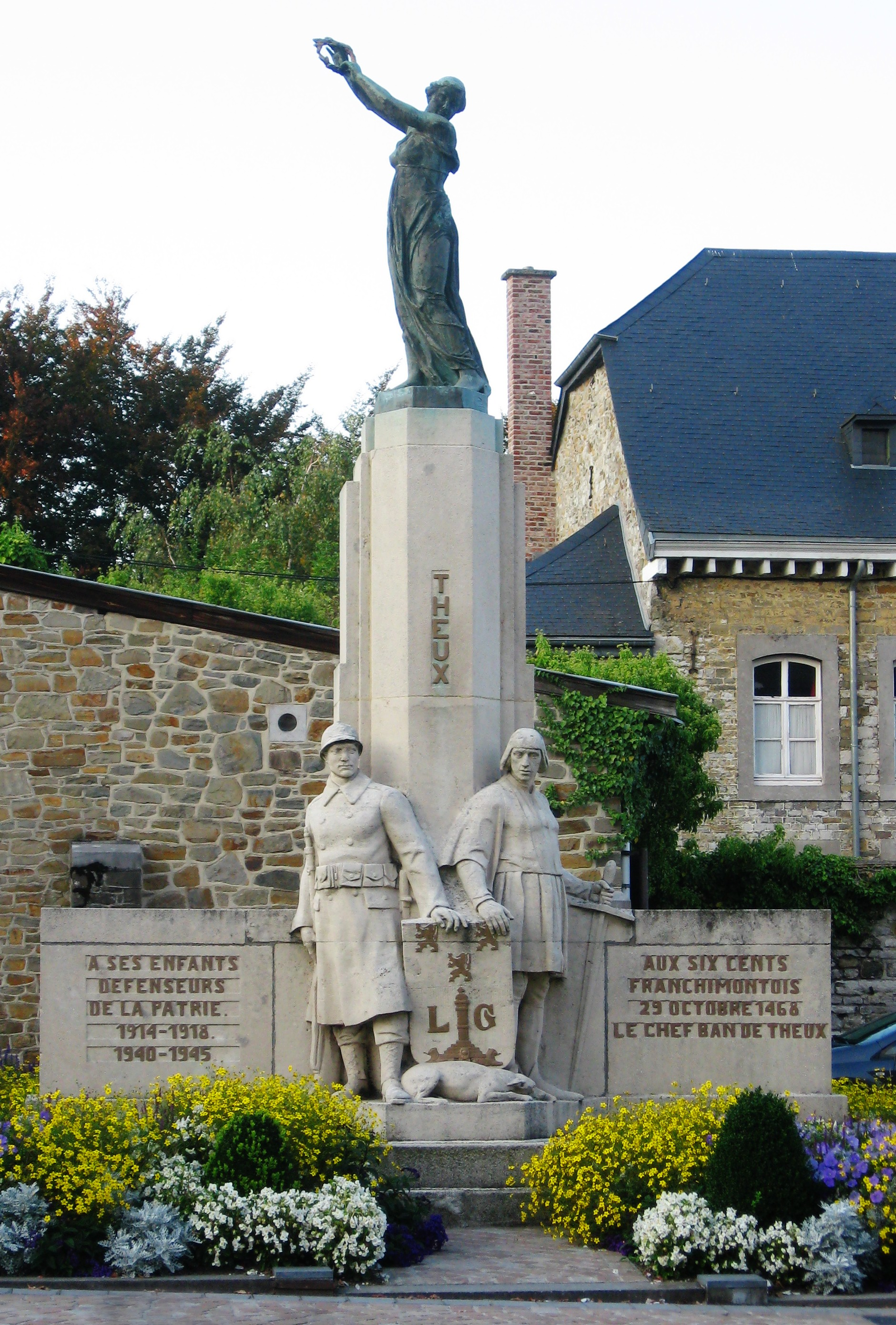
Gedenkteken aan de oorlogsslachtoffers van Theux en aan de 600 Franchimontezen.

De 600 Franchimontezen waren 600 mannen van Franchimont die in de nacht van 29 oktober 1468 te Luik een verrassingsaanval uitvoerden op hertog Karel de Stoute van Bourgondië en koning Lodewijk XI van Frankrijk.

## Geschiedenis
De geschiedenis ontleent haar naam aan de kroniekschrijver Filips van Komen. Hij bevond zich tijdens de aanval in het Bourgondische kamp.
Lodewijk van Bourbon was met de steun van zijn oom Filips de Goede benoemd tot prins-bisschop van Luik. De inwoners van Luik waren daar niet gelukkig mee en de Franse koning Lodewijk XI al evenmin. In oktober 1468 braken onlusten uit te Luik. De prinsbisschop vluchtte de stad uit, maar de Luikenaren achterhaalden hem te Tongeren en voerden hem terug naar Luik. De hertog van Bourgondië, Karel de Stoute, trok Luik binnen met een leger om orde op zaken te stellen. Lodewijk XI moest hem, bij wijze van vernedering, als getuige vergezellen. Op 22 oktober hakte het Bourgondisch leger een Luikse militie in de pan bij Lantin. Een uitval onder Johan III van Horne, alias Jan de Wilde, op 27 oktober werd eveneens tenietgedaan. De stad lag onverdedigd open voor de Bourgondiërs.
Goswin de Streel verzamelde daarop 600 mannen voor een wanhoopspoging. Volgens de kronieken kwamen ze uit de heerlijkheid Franchimont, waar zich misschien Luikse bannelingen en vluchtelingen hadden verzameld. In de nacht van zaterdag 29 op zondag 30 oktober bestegen ze de trappen naar Sint-Walburgis, waar de Bourgondiërs hun kamp hadden opgeslagen. Hun plan was om de hertog van Bourgondië en Lodewijk XI gevangen te nemen of te doden. Volgens Piccolomini moest een deel van de Luikenaars onder Vincent van Buren voor afleiding zorgen. Ze konden de wachtposten uitschakelen, maar raakten daarna in gevecht met de toegesnelde soldaten en verloren het leven. De volgende dag namen de Bourgondiërs het stadscentrum in op de laatste verdedigers (geleid door Streel en Buren, die blijkbaar waren ontkomen). Luik werd overgeleverd aan het extreme oorlogsrecht van die tijd: massa-executies, verkrachtingen, plunderingen... De stad werd systematisch platgebrand, op de kerken na. De brand duurde zeven weken. Overlevenden moesten jarenlang in de bossen leven, want geen enkele stad durfde hen onderdak te verlenen uit vrees voor Karels wrok.

## Nawerking
Het verhaal van de Franchimontezen werd in de 18e eeuw uit de vergetelheid gehaald, om in de 19e eeuw het voorwerp te worden van historisch onderzoek (Louis Dewez, Hilarion-Noël de Villenfagne, Etienne de Gerlache, M.L. Polain). Het werd ingeschakeld in de Belgische en nadien Waalse natievorming. Op de dag van de Duitse inval, 4 augustus 1914, riep koning Albert I de Vlamingen op om de Guldensporenslag te gedenken en de Walen de zeshonderd Franchimontezen. De Waalse Beweging beriep zich eveneens op hun verzetsdaad. 29 oktober was aanvankelijk de Dag van de Franse Gemeenschap.

## In de kunst
Philippe-Auguste Hennequin wijdde in 1817 een enorm doek aan de gebeurtenissen, Le dévouement des six cents Franchimontois. Naar alle waarschijnlijkheid is het verloren gegaan.
De heroïek van de 600 leende zich uitstekend voor historisch-romantische fictie. Sir Walter Scott liet de episode kort aan bod komen in Anne of Geierstein, or The Maiden of the Mist (1829). Joseph Grandgagnage schreef in 1835 het gedicht Franchimont. De gebeurtenissen kwamen ook aan bod in La cité ardente van Henri Carton de Wiart (1905).
Op het Paleis van de Prins-bisschoppen zijn de helden in het gevelbeeldhouwwerk vereeuwigd.